# Walentin Andrejewitsch Galotschkin
Walentin Andrejewitsch Galotschkin (russisch Валенти́н Андре́евич Га́лочкин, wiss. Transliteration Valentín Andréjewič Gáločkin; * 22. November 1928 in Dnepropetrowsk, UdSSR; † 3. November 2006 in Moskau, Russland) war ein sowjetischer (ukrainisch-russischer) Bildhauer.

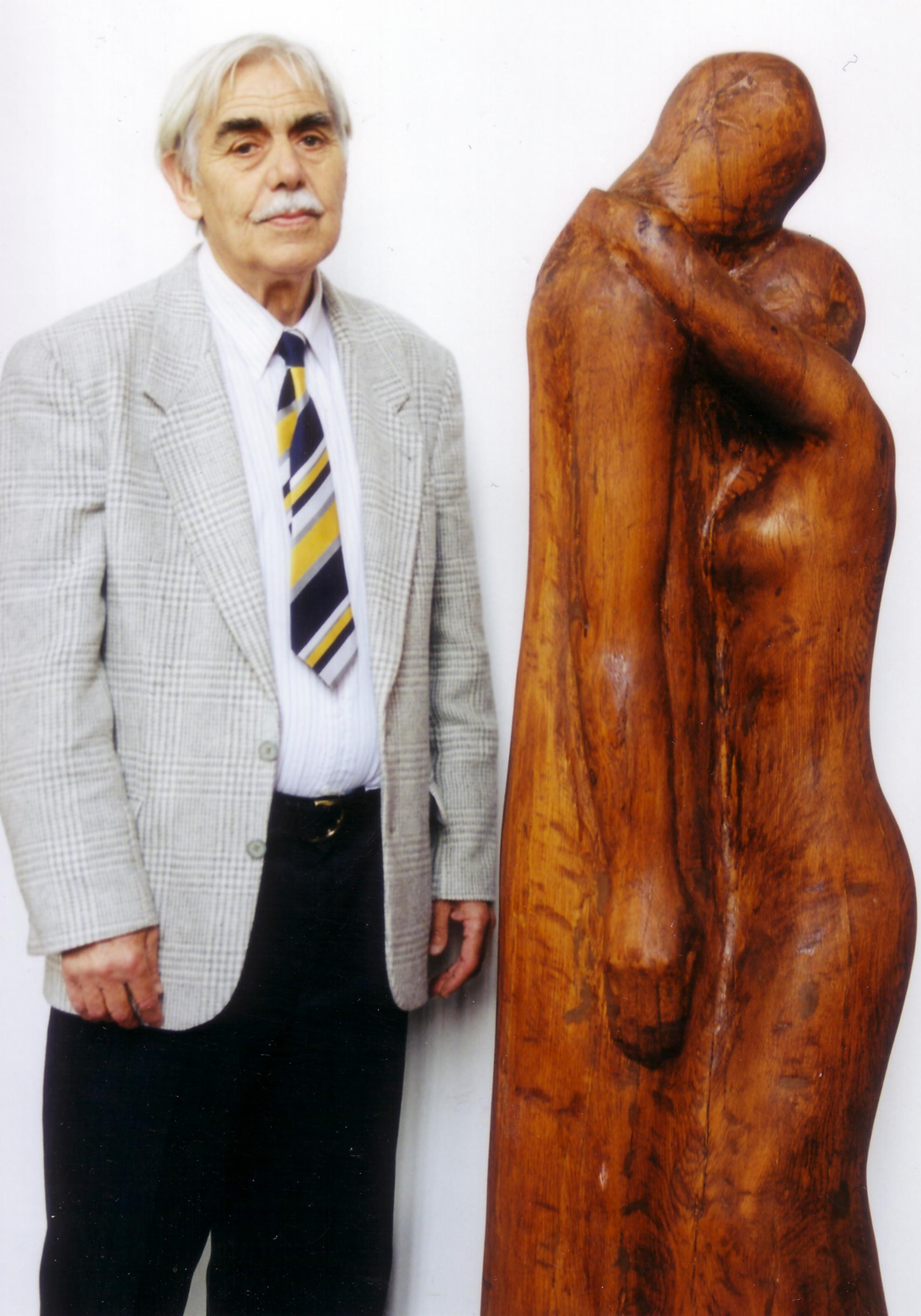
Walentin Galotschkin, Holzsymposium Wismar (2001)

## Leben
Galotschkins Vater, Andrei Andrejewitsch Galotschkin, war Russe aus dem Gebiet Kaluga. Er war Leiter einer Kantine, später wurde er Vorarbeiter an einer Künstlerwerkstatt. Galotschkins Mutter, Olga Grigorjewna Libermann, war eine Jüdin gebürtig aus Tschyhyryn in der Ukraine. Sie arbeitete als Buchhalterin. Ehrlichkeit und Fairness wurden in der Familie sehr geschätzt, und so folgte der Bildhauer diesen Prinzipien sein ganzes Leben.
Während des Zweiten Weltkriegs wurde die Familie Galotschkin zuerst ins Gebiet Krasnodar, später nach Usbekistan evakuiert. 1944 kehrte die Familie nach Dnepropetrowsk zurück. 1944 bis 1949 studierte Galotschkin Bildhauerei an der Kunstschule in Dnepropetrowsk (unter anderem bei Professorin Schiradkowa), 1949 bis 1955 an der Kunsthochschule Kiew. Professor Max Isajewitsch Gelman hatte auf ihn großen Einfluss.
Seine Diplomarbeit „Stahlwerker“ (1956) wurde von der Hochschule in Bronze gegossen und vom Kulturministerium der UdSSR gekauft und im Staatlichen Museum Lwiw ausgestellt. Sofort nach seinem Studienabschluss wurde er als leitender Künstler an der Künstlerwerkstatt in Kiew angestellt, wo Galotschkin bis 1959 blieb.
Für seine Arbeit „Hiroshima“ (1957) wurde Galotschkin als 29-jähriger Bildhauer für den Leninpreis nominiert, dem höchsten Preis in der UdSSR. Den Preis bekam aber der 83-jährige Sergei Timofejewitsch Konjonkow.
Die Karriere des Bildhauers kam durch Konflikte mit der Parteiadministration ins Stocken. Galotschkin trat nicht in die KPdSU ein und vermied, aktiv die sowjetische Propaganda zu unterstützen, denn er sah seine Aufgabe als Bildhauer in der Schaffung von Kunstwerken und nicht darin, Parteifunktionären zu gefallen. Er erhielt vor 1991 mehrere staatliche Aufträge für Propaganda-Denkmale in Russland und der Ukraine, strebte aber auch in diesen Werken an, allgemeine menschliche Werte zu zeigen und den kommunistischen Pathos zu verringern.
1968 wurde Galotschkin Preisträger bei einem Internationalen Festival für junge Künstler in Wien. In den 1960ern und 1970ern reiste er nach Großbritannien, Frankreich, Ägypten und Griechenland. Er war sehr vom Louvre beeindruckt. Der Künstler hatte den „Tempel der Kunst“ sein ganzes Leben besichtigen wollen. Als er am Eingang stand und die Nike von Samothrake sah, weinte er plötzlich auf und wagte sich zwei Stunden nicht ins Museum.

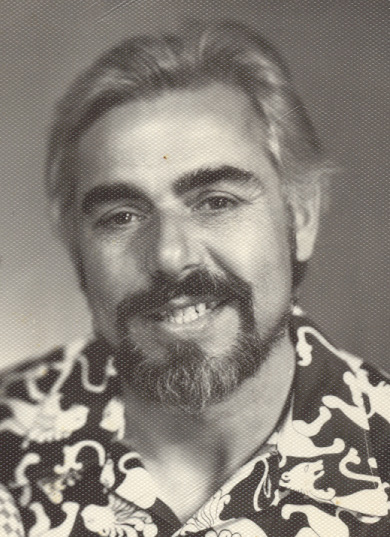
Galotschkin (1980)

1958 heiratete Galotschkin die ukrainische Bildhauerin Julia Ukader. Gemeinsam hatten sie eine Tochter, Tatjana Rjabokon, geb. Galotschkina, die Malerin wurde. 1978 heiratete er die Filmexpertin Elena Bokschitskaja, mit der er die Tochter Anna Bokschitskaja hatte, die als Journalistin arbeitet. 1980 heiratete er Lidija Galotschkina, geb. Abramenko eine russische Bildhauerin und Grafikerin. Mit ihr hatte er zwei Söhne, Igor Galotschkin (Programmierer) und Andrei Galotschkin (Ingenieur). Galotschkin trieb Sport, hauptsächlich Schwimmen und Volleyball, und war Jäger und Fischer.
Wegen der Katastrophe von Tschernobyl zog der Bildhauer 1986 mit seiner Familie von Kiew nach Moskau um. Nach der Auflösung der UdSSR 1991 hatte Galotschkin wie andere Künstler wirtschaftliche Probleme und lebte vom Verkauf seiner alten Werke. 1999 wanderte er nach Wismar in Deutschland aus. 2002 zog er nach Hamburg um. Am 3. November 2006 starb Galotschkin während einer Reise nach Russland in Moskau an einem Herzinfarkt. Er wurde auf dem Nachabino-Friedhof am 8. November 2006 begraben.

## Werk
Die frühen Werke, u. a. die Diplomarbeit „Stahlwerker“ (1956) folgen der Tradition des Sozialistischen Realismus (Muchina, Schadr, Merkurow).
Seine erste bedeutende Arbeit „Hiroshima“ (1957), die Galotschkin die in der UdSSR berühmt machte, ist den Opfern der Atombombenabwürfe auf Hiroshima im Zweiten Weltkrieg gewidmet. In „Hiroshima“ äußert der Künstler seinen Protest gegen Atomwaffen und Krieg, seinen Aufruf zur Humanität.

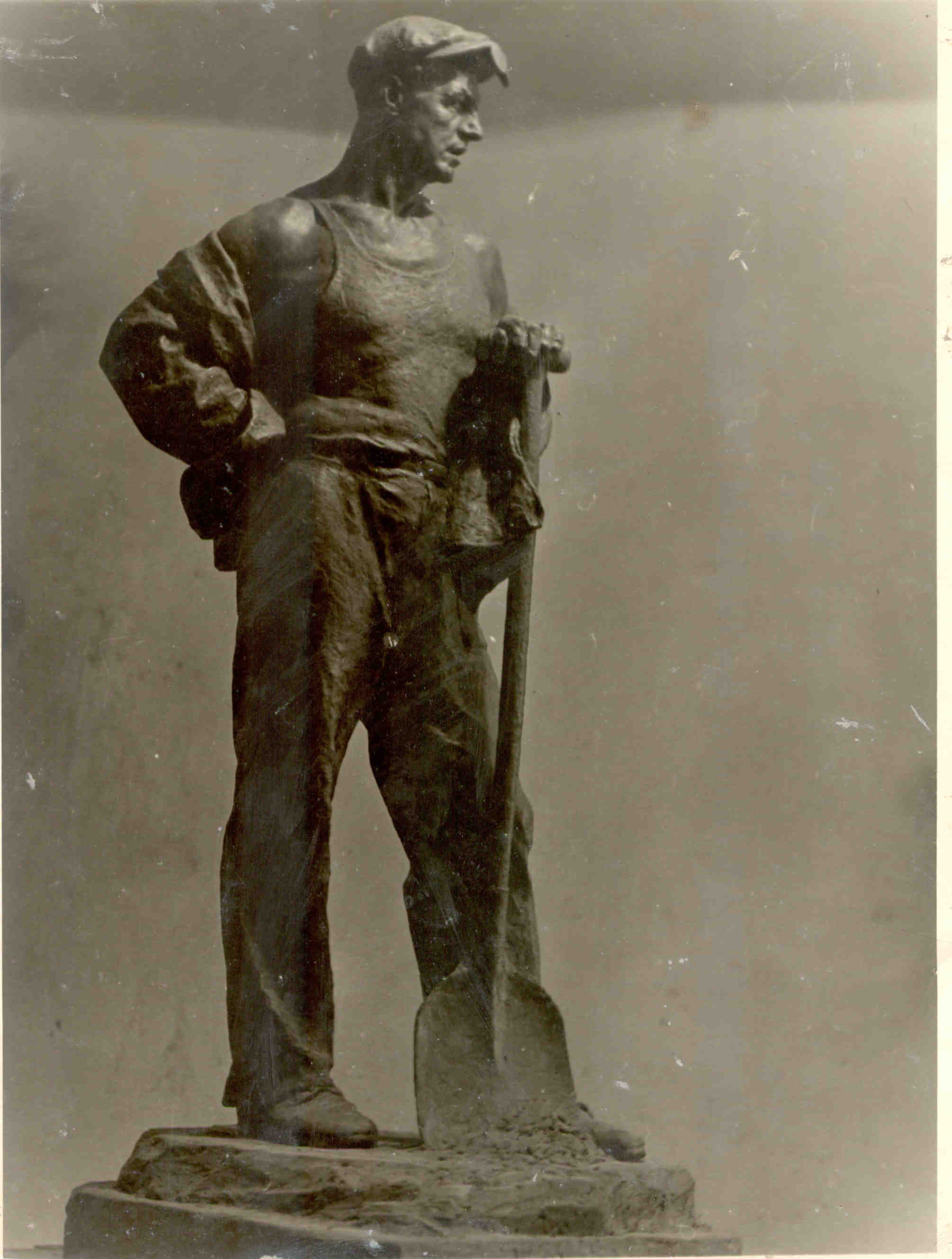
„Stahlwerker“, 1956
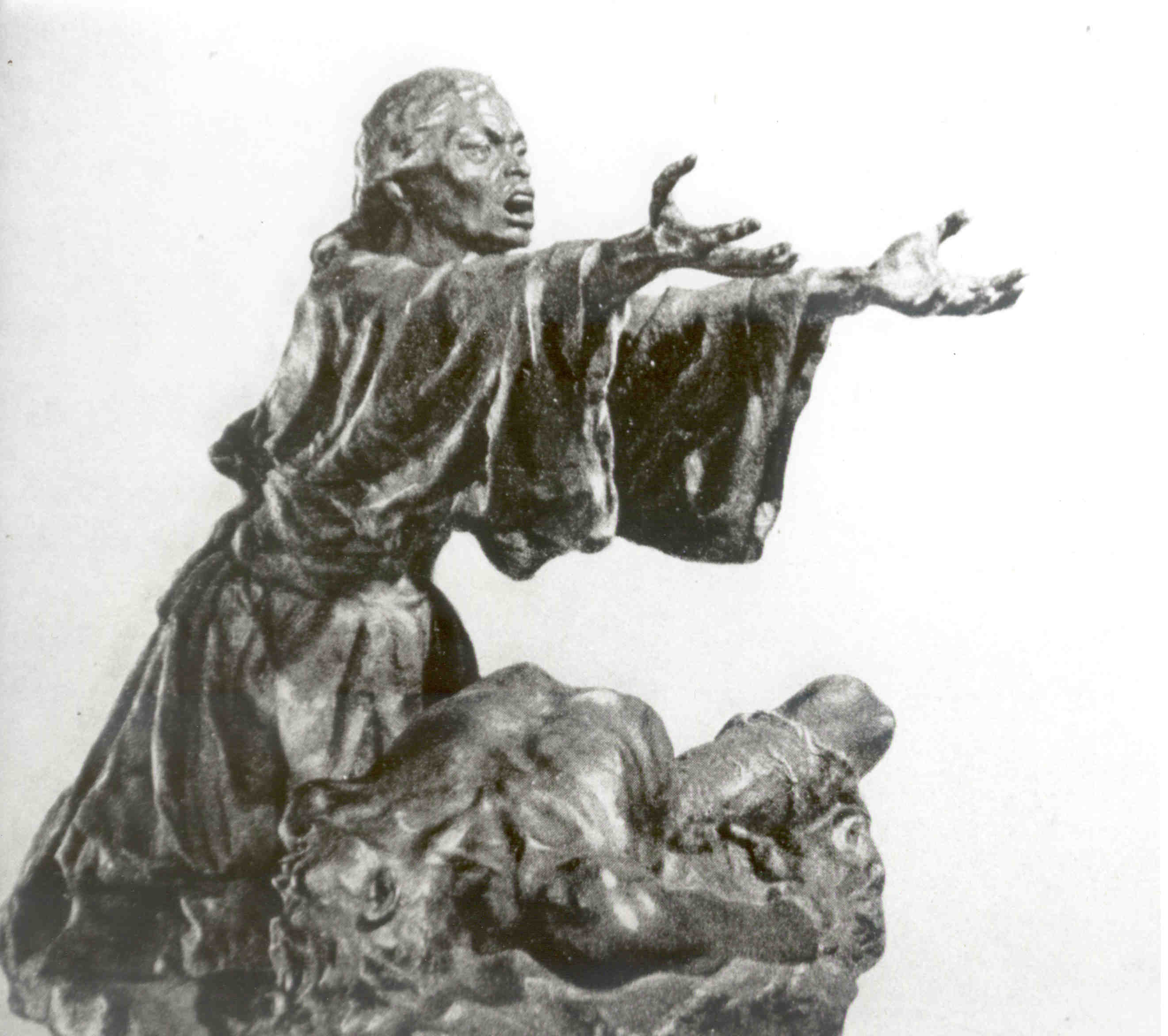
„Hiroshima“, 1957
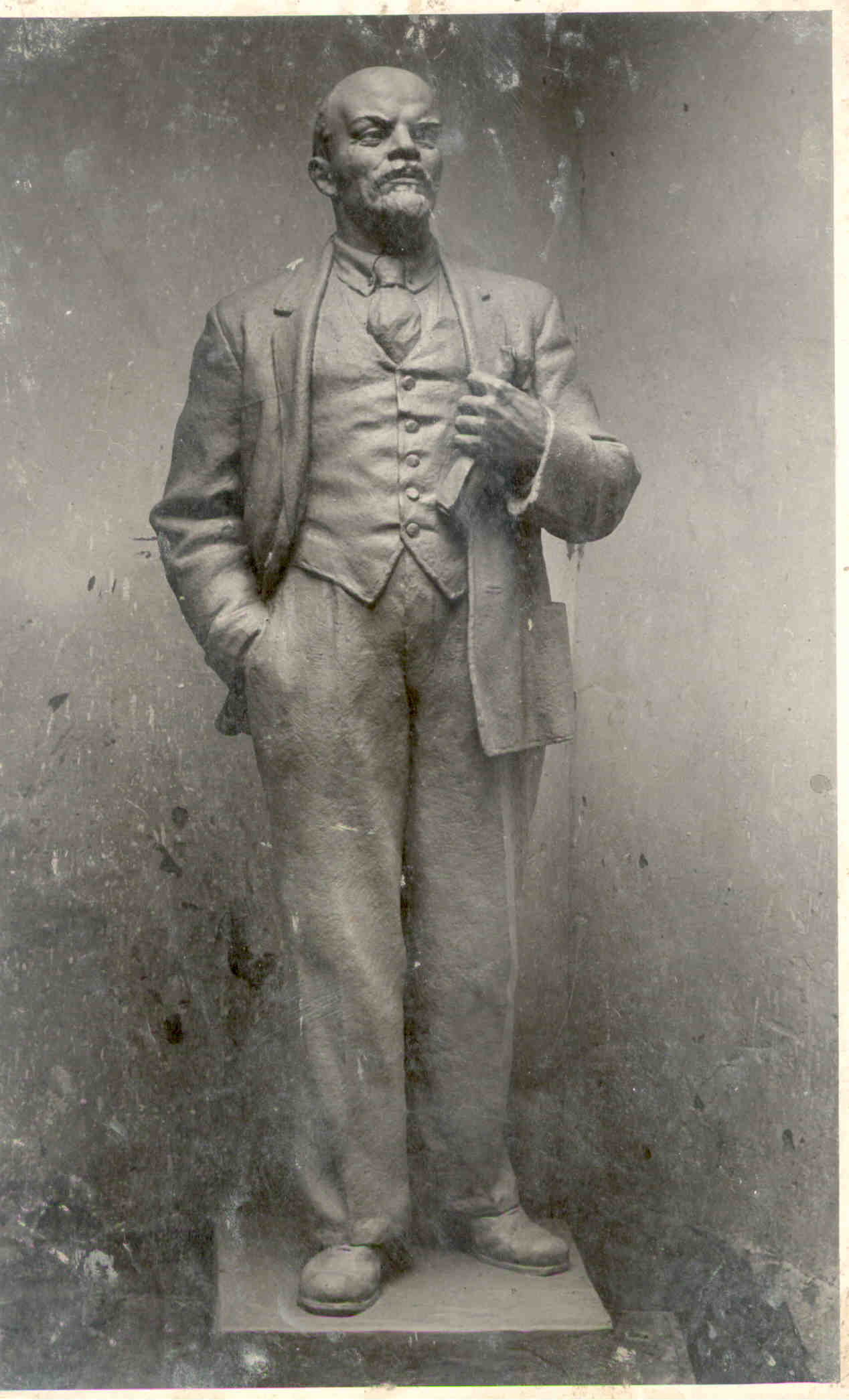
„V.I. Lenin“, 1960

1957 bis 1991 stellte Galotschkin Dutzende von galamäßigen Denkmalen und Büsten von Lenin und anderen sowjetischen Politikern her. Der Bildhauer nahm aber diese der Propaganda dienenden, vom Staat bestellten Werke nie als Kunst an. Schon als junger Künstler wurde er von den Prinzipien des Sozialistischen Realismus ernüchtert. In seinem Schaffen orientiert er sich an Westeuropa und den USA, studiert Henry Moore, Ossip Zadkine und andere.
Eine Reihe von monumentalischen Werken Galotschkins sind dem Zweiten Weltkrieg gewidmet. Die Ansicht des Künstlers, der selbst die Evakuierung und den Tod einiger seiner Verwandten erlebt hat, war aber weit von der offiziellen Propaganda entfernt. Statt marschierender Soldaten und sowjetischer Führer in feierlichen Posen schildert er die Trauer und den Schmerz, die der Krieg den Menschen bereitet.
Die Arbeit „Abschied“ 1957, die aus einem ganzen Holzstück ausgeschnitzt ist, zeigt den letzten Kuss des Soldaten beim Abschied von seiner Frau. Im Denkmal „Opfer“ 1964 wird die menschliche Figur von einem Bruch im Stein geformt, als ob durch eine Geschossexplosion entstanden. Der verschwundene Mensch wird nur mit seiner Spur und der Silhouette in der Luft gezeichnet. Mahnmal Babyn Jar (anderer Name: „Gewalt“) 1964 – eine schwangere Frau, die in zwei Teile aufgehauen wurde – ein Symbol der Erschießungen der Juden. Das Denkmal „Witwen“ 1975 stellt eine alte und eine junge Frau (Mutter und Frau) dar, die den Helm des gefallenen Soldaten halten. In der Arbeit „Trauertor“ 1976 „erleiden die Frauen einen schmerzlichen Verlust, genau wie Atlanten“. „Denkmal dem verbrannten Dorf“ 1979 – ein Mädchen in Flammen.

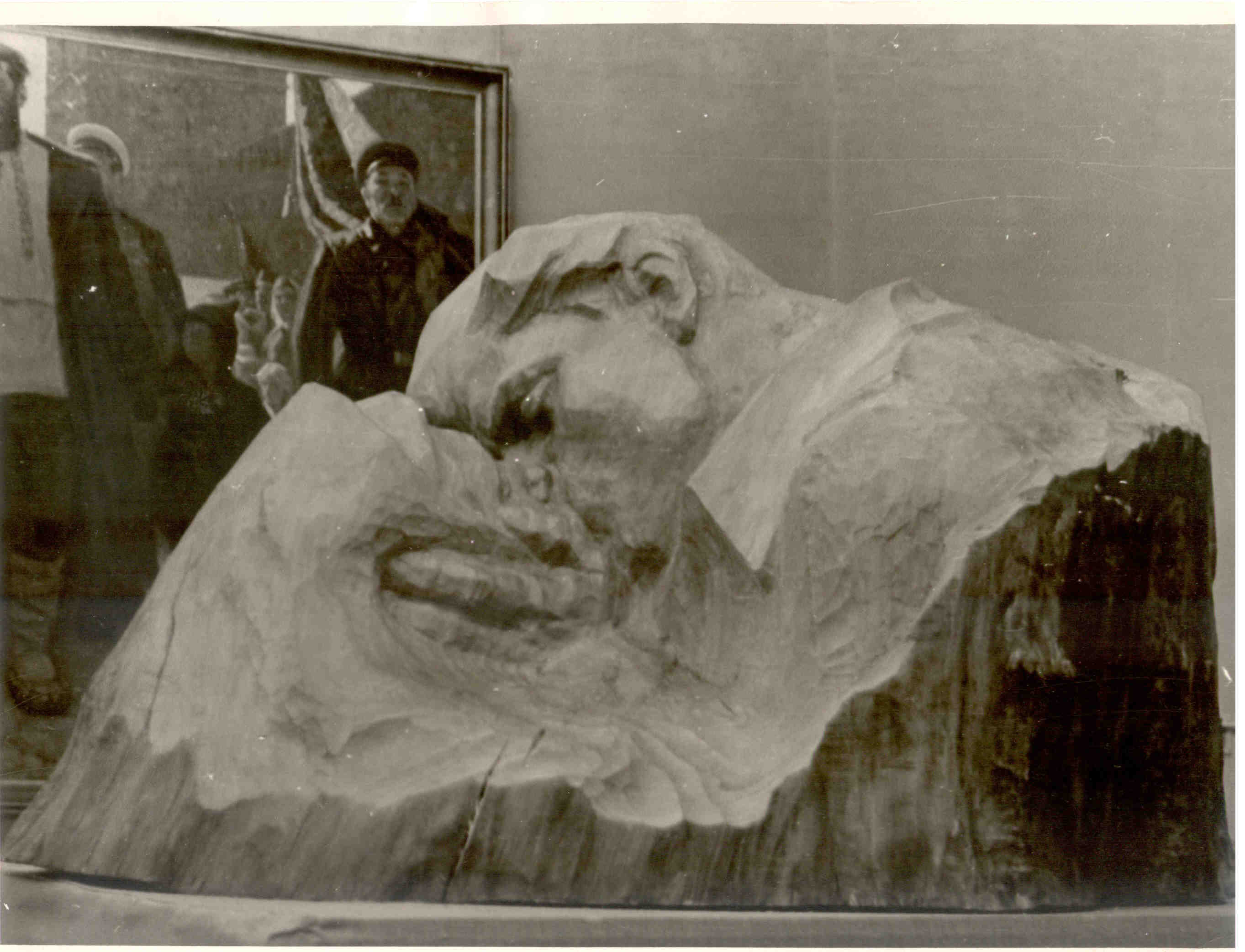
„Abschied“, 1957
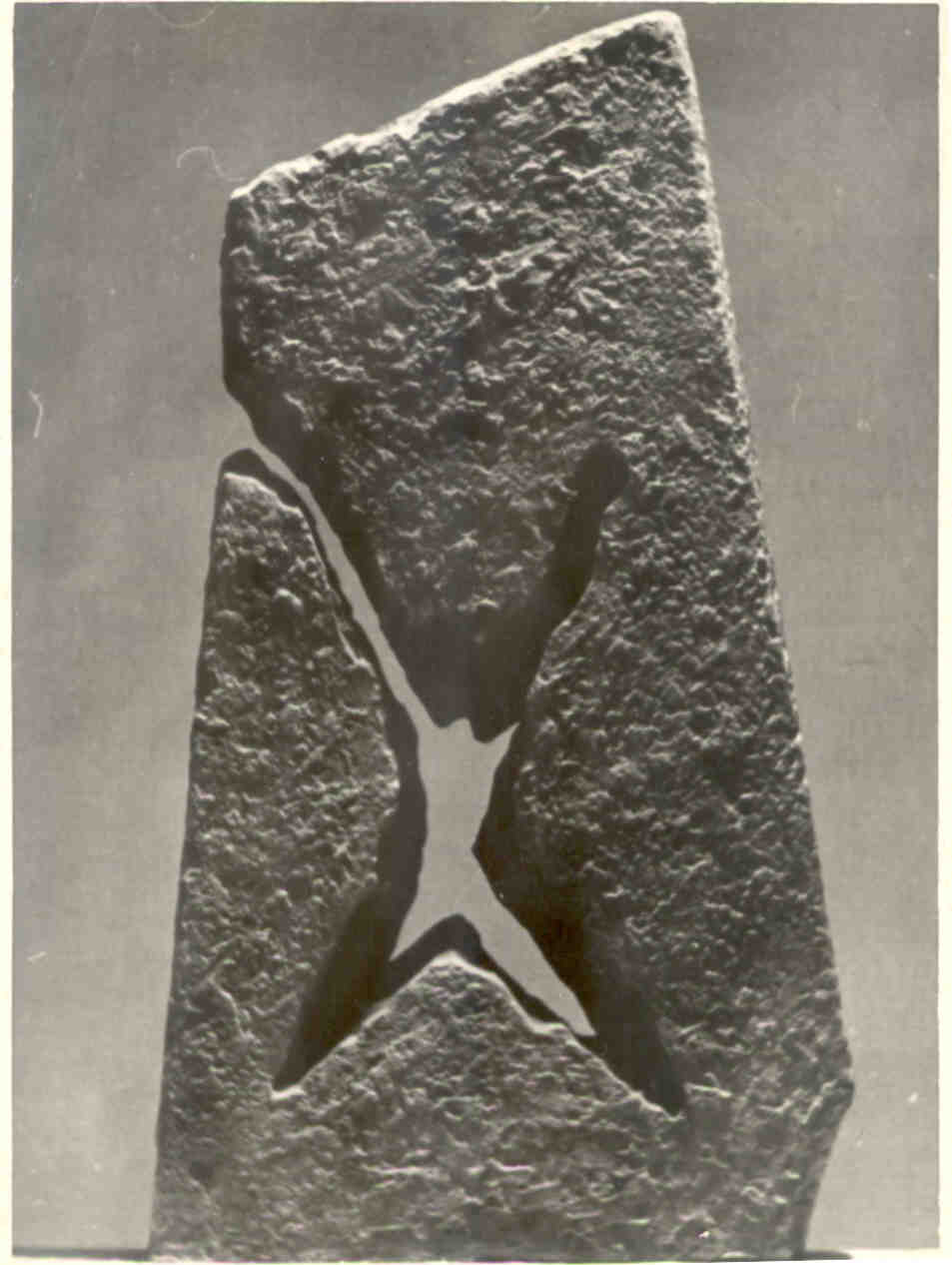
„Opfer“, 1964
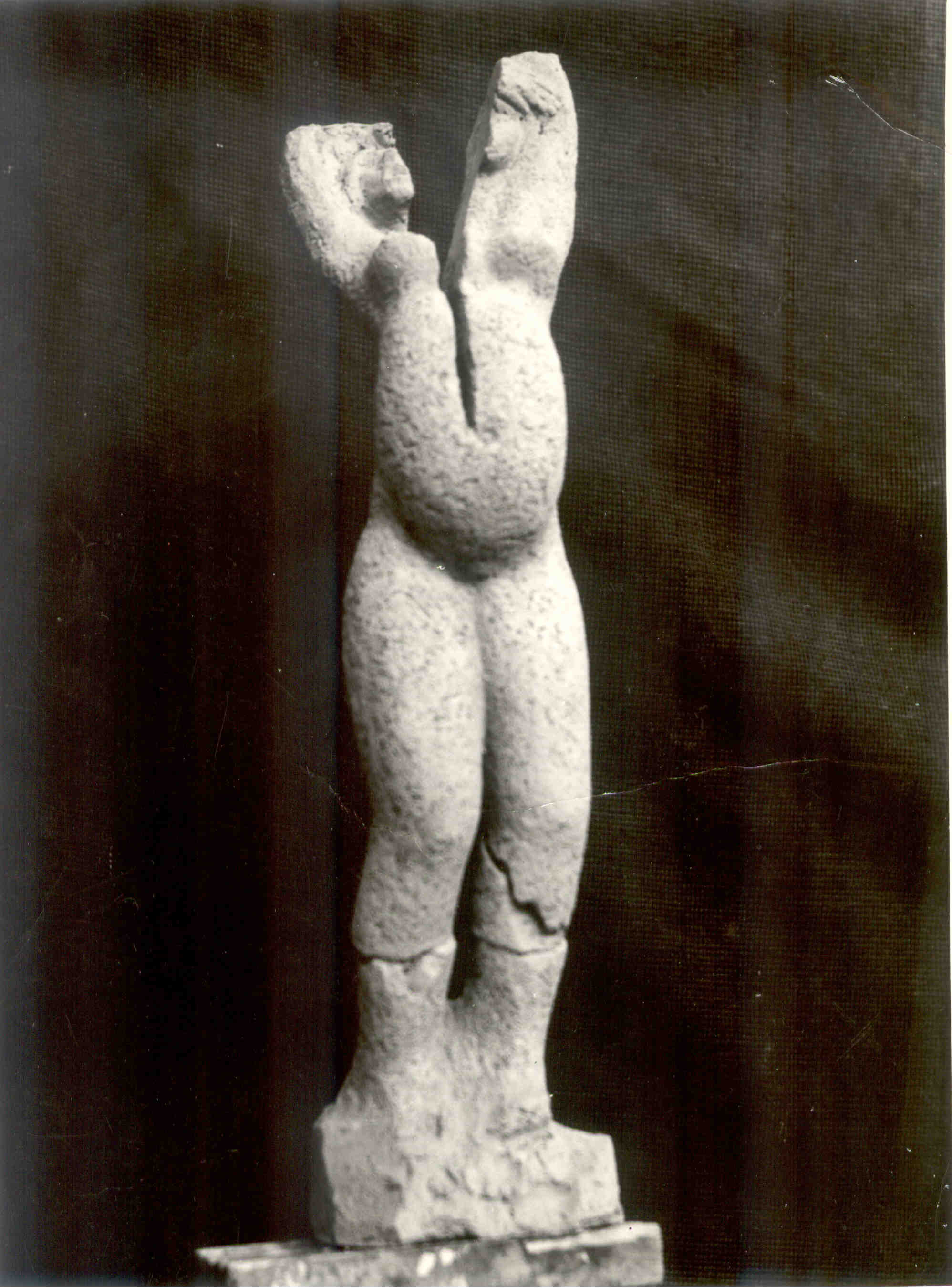
„Babin Jar“, 1964
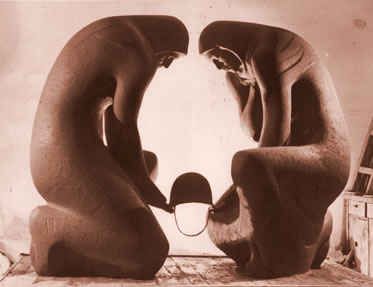
„Witwen“, 1975
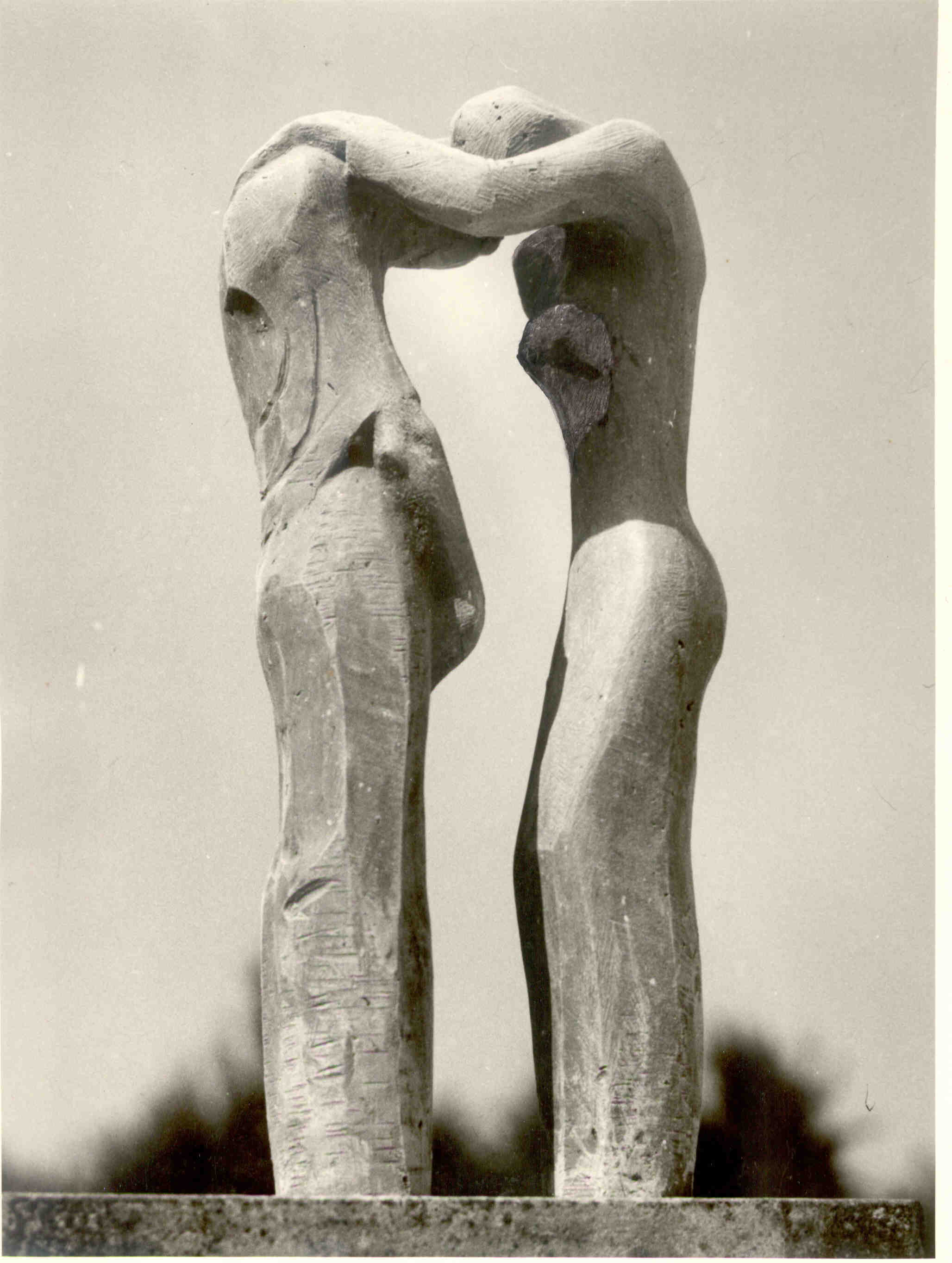
„Trauertor“, 1976
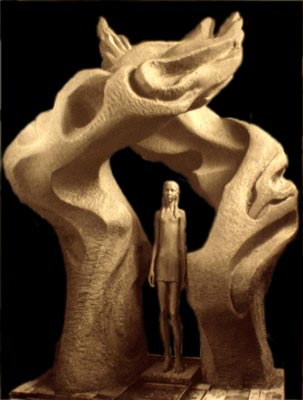
„Denkmal dem verbrannten Dorf“, 1976

Das Hauptthema der Tafelbildhauerei Galotschkins war die weibliche Figur und der weibliche Torso. Mehrere seiner Werke, die die weibliche Figur realistisch darstellen, wurden verloren. Von der realistischen Darstellung des nackten Körpers wechselt Galotschkin zu der symbolischen. In seinen Werken „Königin“ 1965, „Fluß“ 1970, „Cellistin“ 1975 wird die weibliche Figur stilisiert und verwandelt sich in ein Zusammenspiel von Silhouetten, Volumen und „Luftzeichnungen“. Galotschkin entwickelt seine eigene Ansicht von Skulptur als eine Menge von Silhouetten, die von der Skulptur umgrenzende Luft bildet. Von unterschiedlichen Blickwinkeln schafft die Skulptur jeweils eine andere Silhouette.

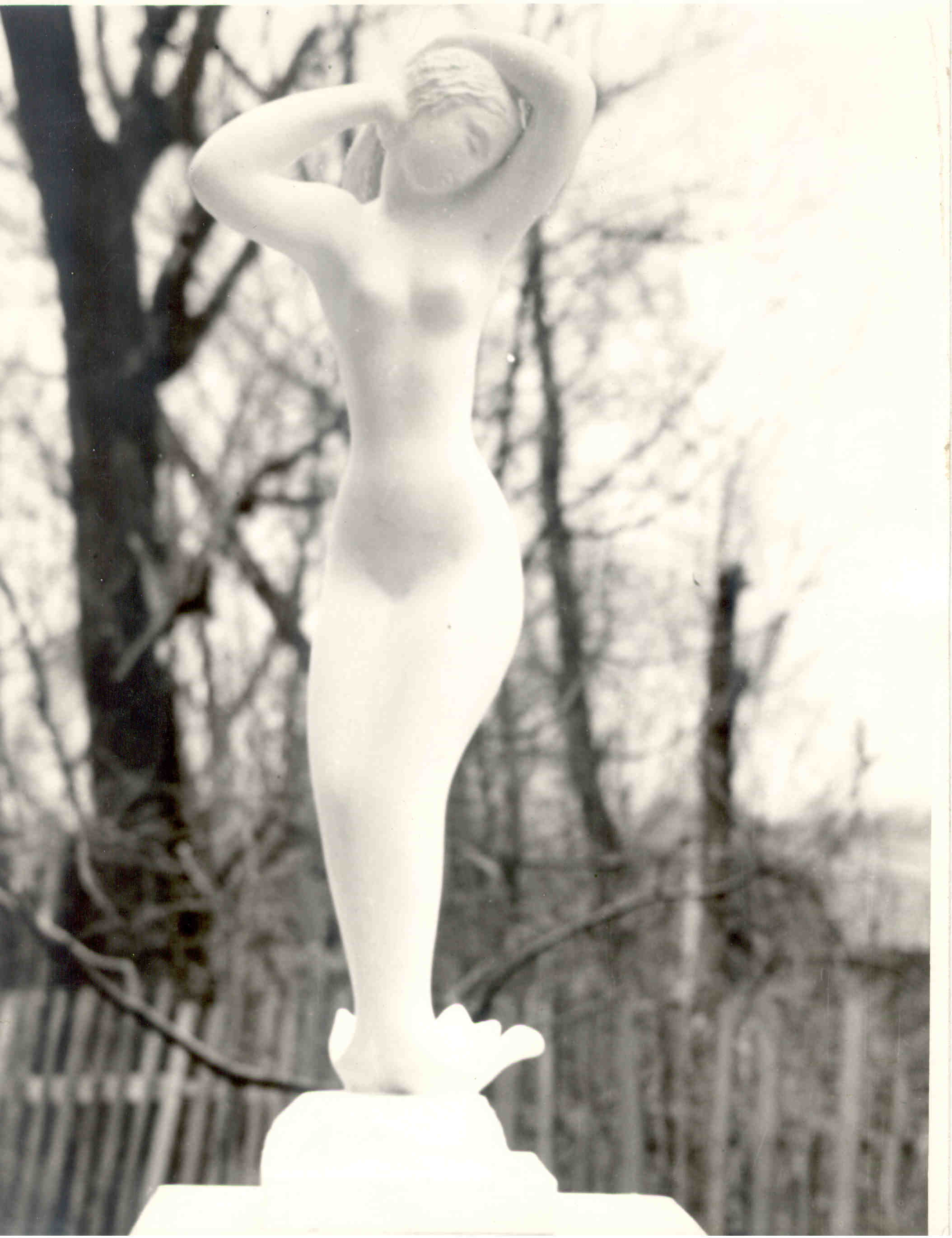
„Meerjungfrau“, 1975
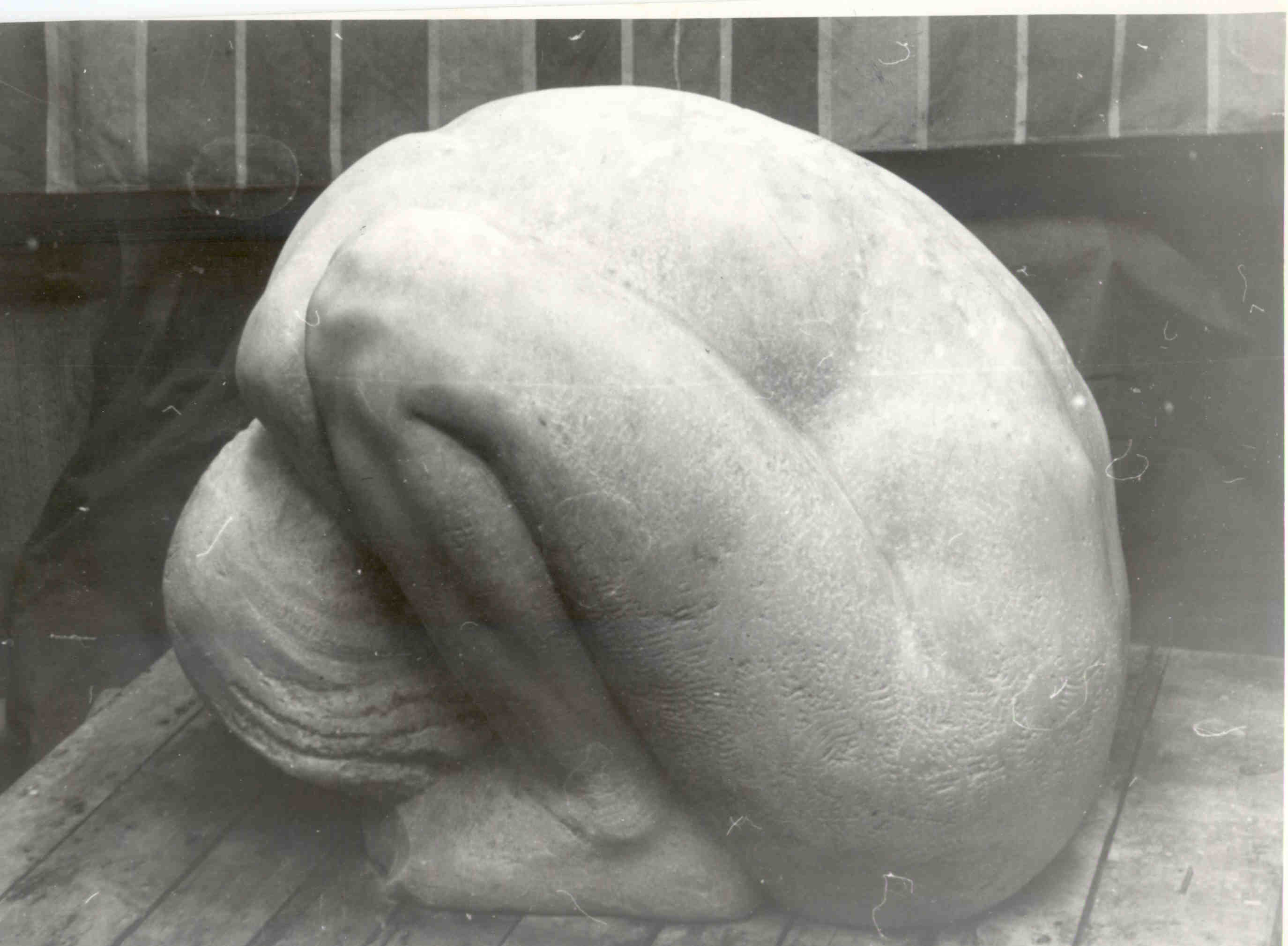
Studie („Sklaverei“), 1965
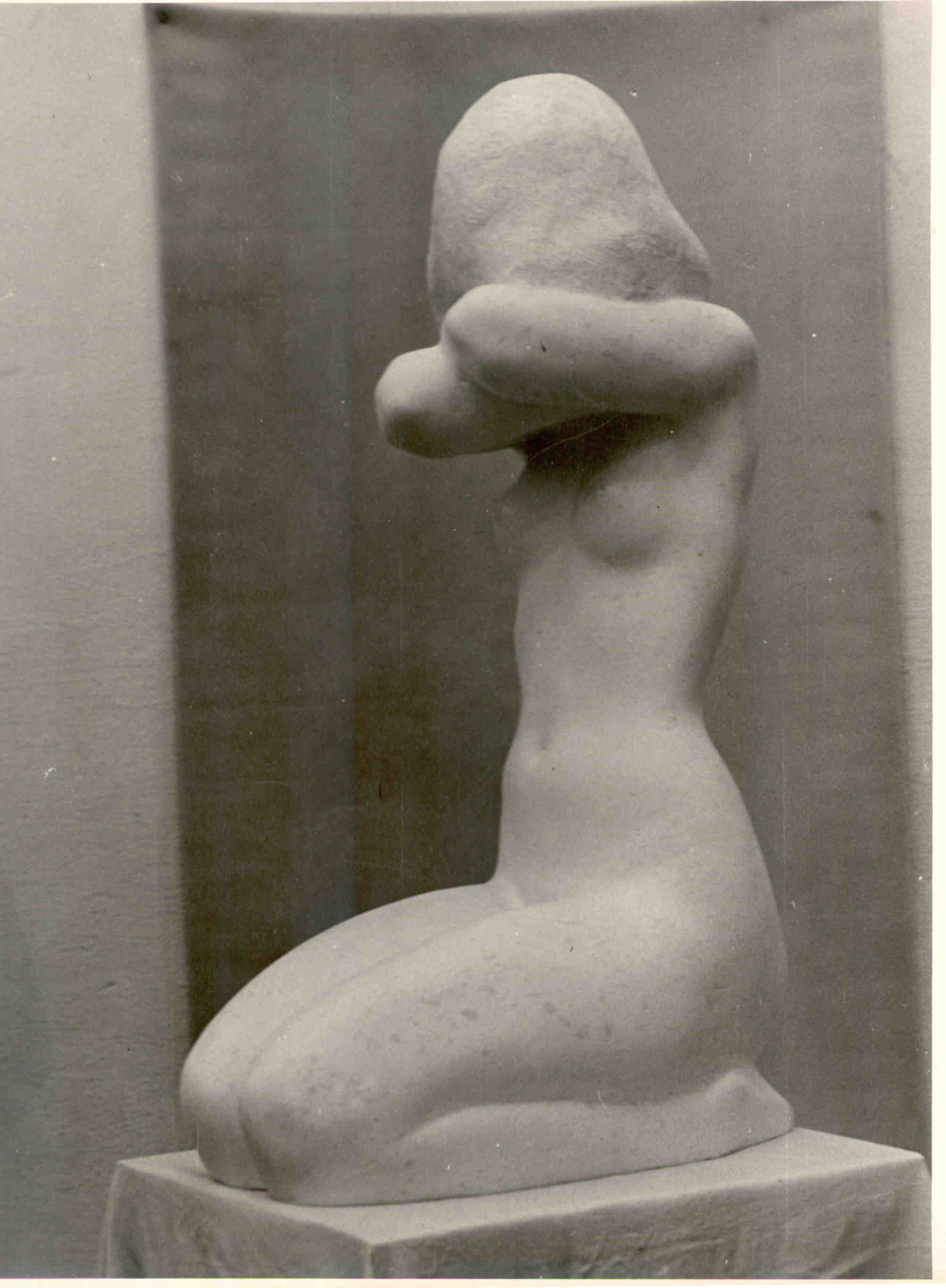
Studie („Frühling“), 1975
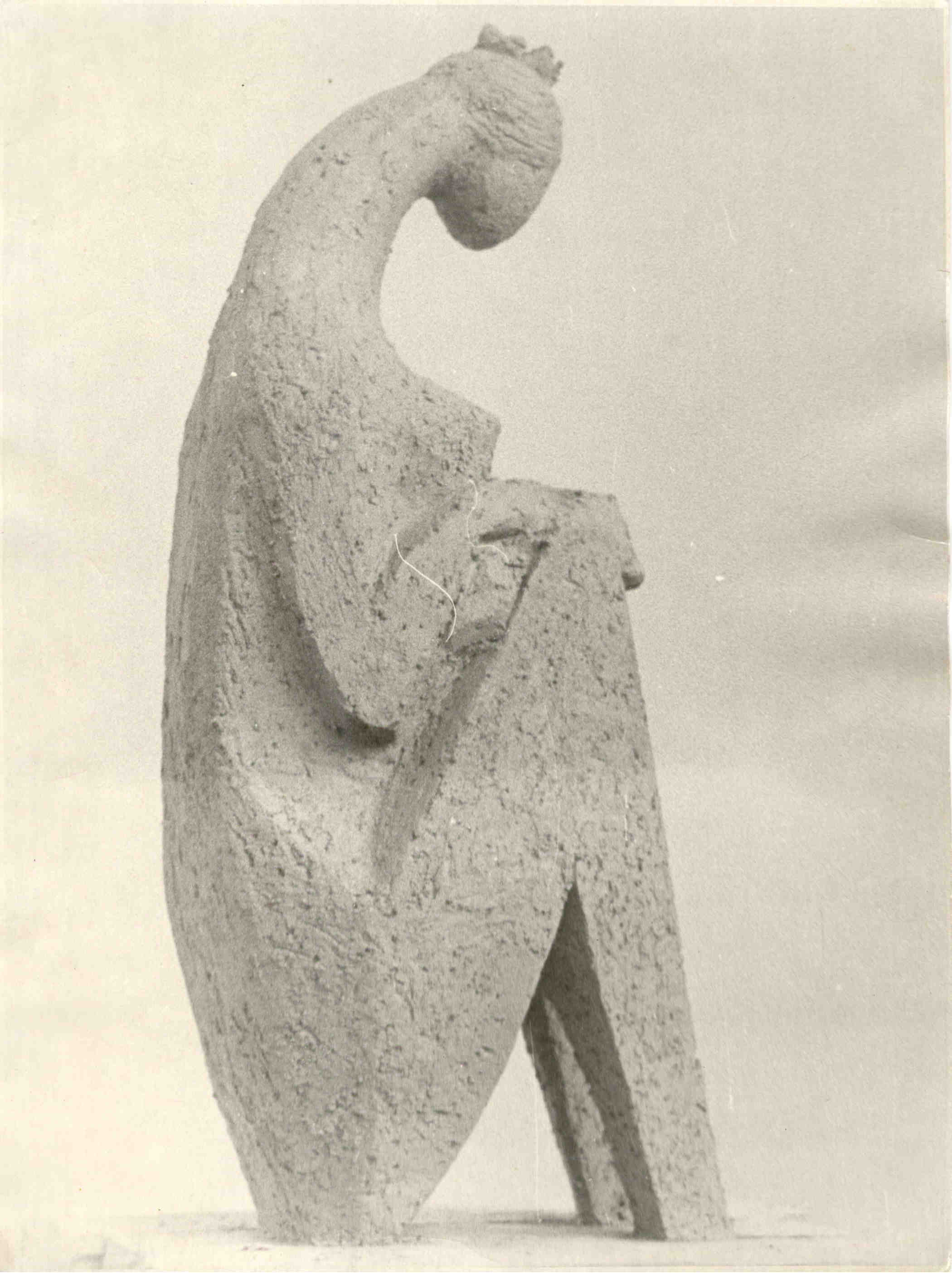
„Königin“, 1965
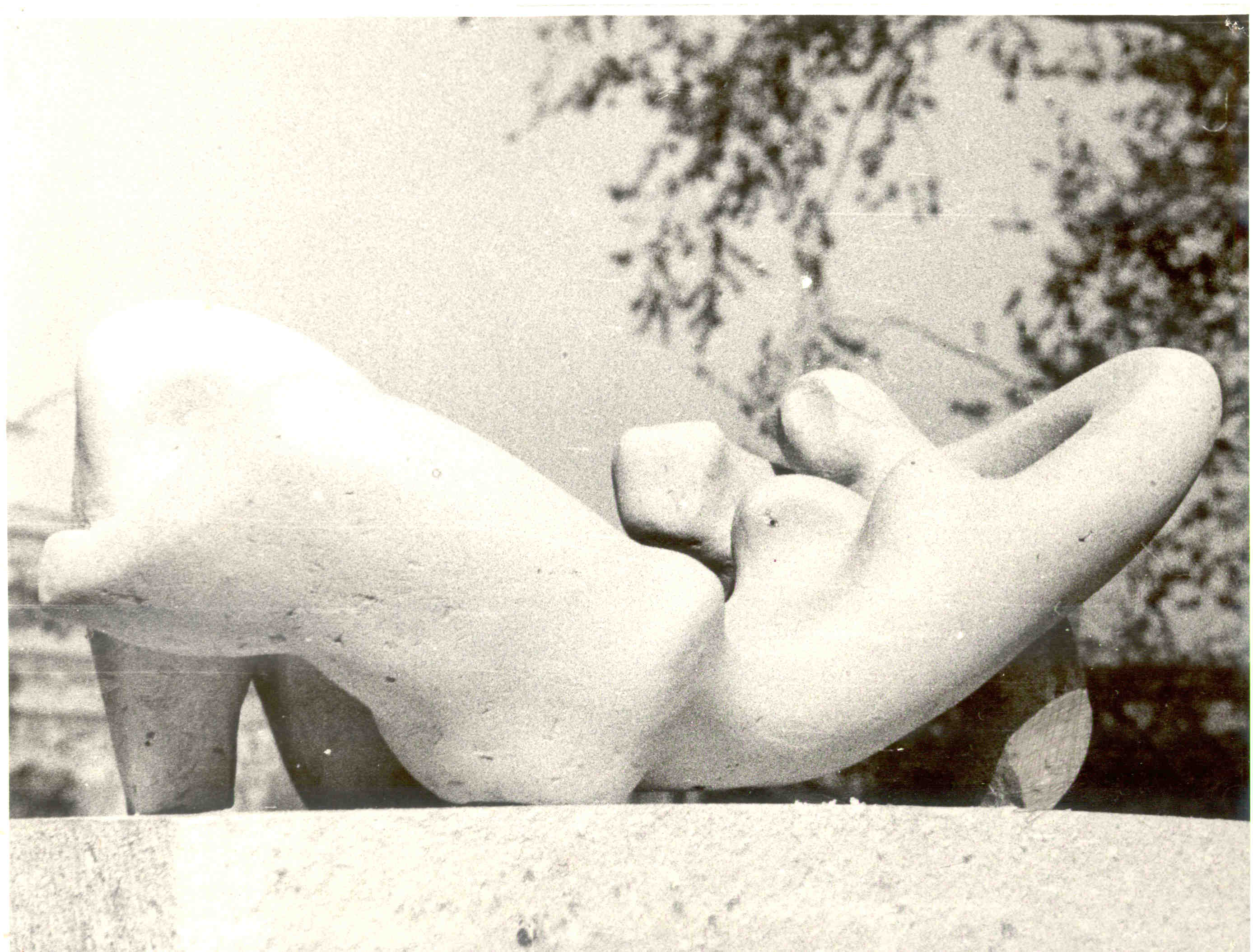
„Fluß“, 1970
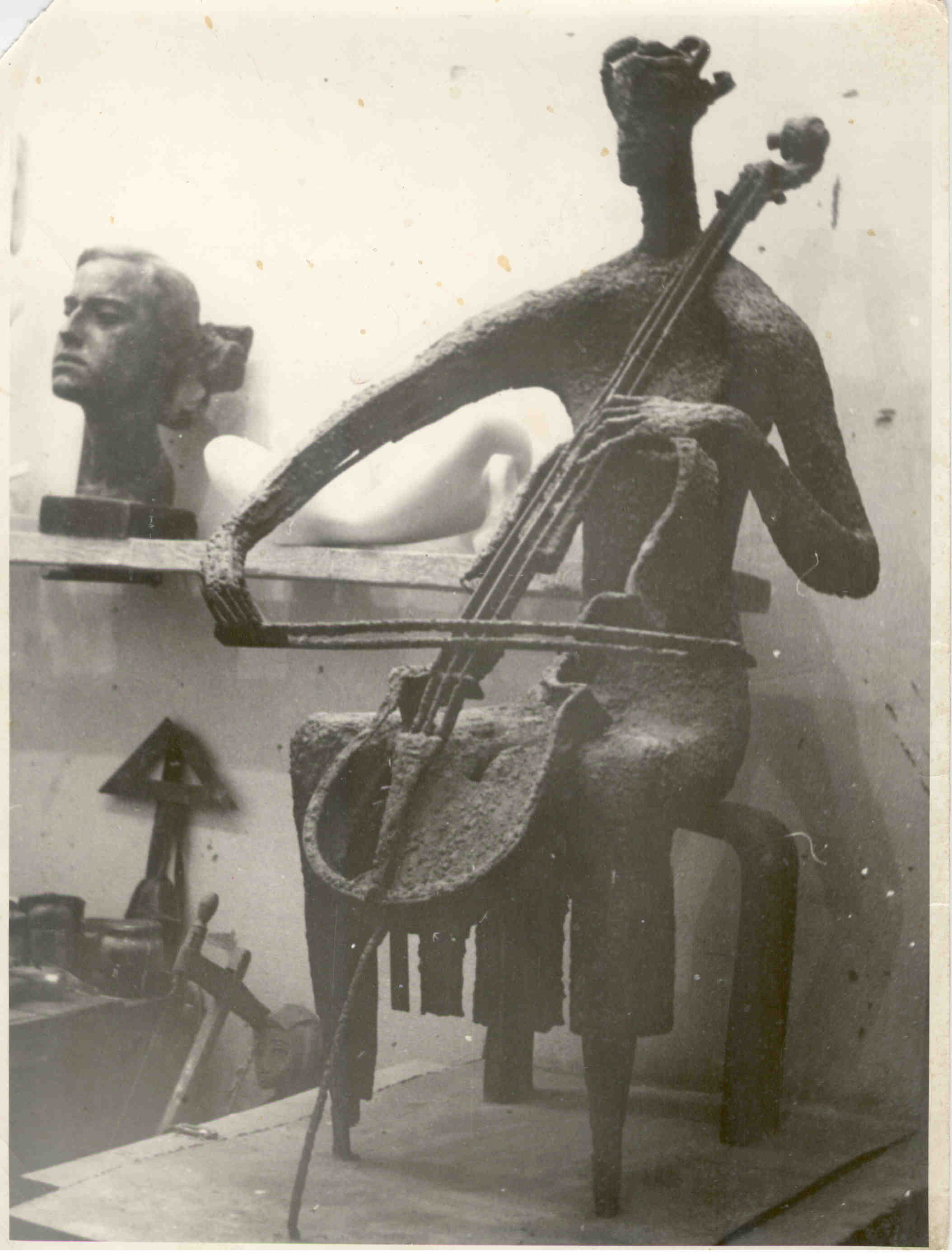
„Cellistin“, 1975

Eine besondere Bedeutung im Werk Galotschkins hat die geometrische Figur Ellipse, in der der Bildhauer eine Basis für Komposition und einen „Trieb zur Harmonie“ sieht. „Torsos“ 1969 und 1975 nähern den weiblichen Körper der Ellipse an, verwandeln sich in angespannte, harmonische und ausbalancierte Formen.

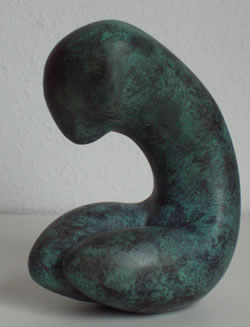
„Biegendes Torso“, 1969
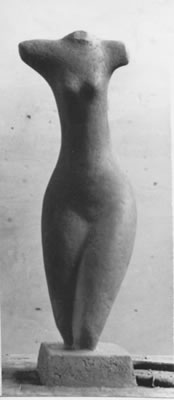
„Torso“, 1975
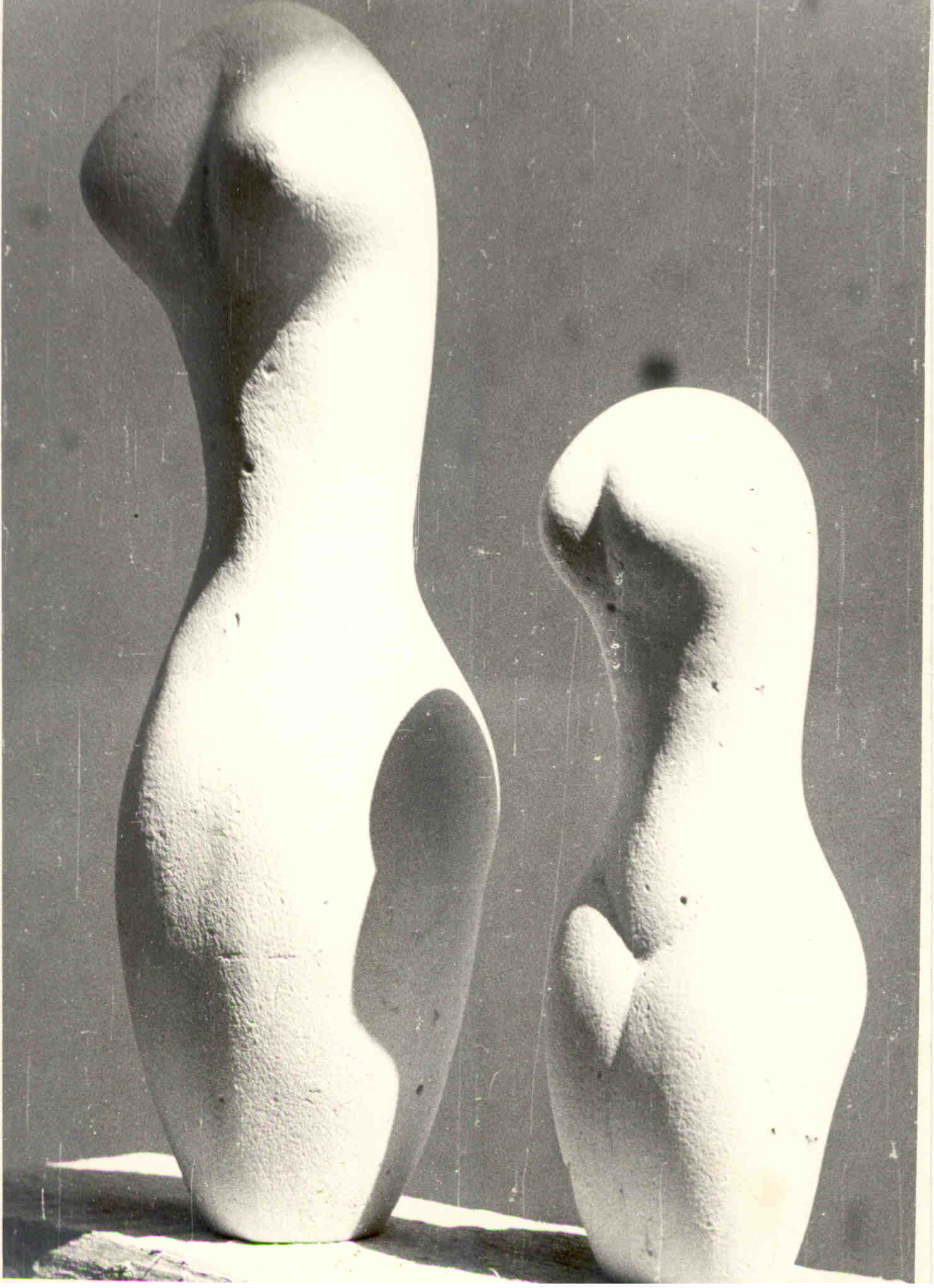
„Torsos“, 1975

## Zitate (aus den Arbeitsnotizen)
Sogar schöne, aber beabsichtigte und deshalb zudringliche Rhythmen und Silhouetten sind auch eine Lüge, das Ausgedachte und darum das Leere und das Kalte.
Nur die Leidenschaftslosigkeit kann die Eigenschaft des Ewigens haben.
Wenn es einen objektiven Begriff „Schönheit“ gibt und wenn das Schöne, in diesem Fall, ewiglich schön bleiben muss, dann muss man nach den Sätzen des Alls schöpfen.
Nicht die Überfeinheit macht das Werk unvergänglich und groß, sondern seine nackte, aufrichtige Wahrheit und Reinheit, einfach wie das Erdreich selbst, hinterrücks offen für die Menschen.
Was bildet diese Schönheit des Objekts? Vielleicht zuerst die Harmonie, der innere Rhythmus und die Reibungslosigkeit, Rationalität und versteckte Zweckmäßigkeit.
Um für andere Menschen wert zu sein und nicht nur für dich selbst, soll deine innere Welt human sein
Im Kunstwerk soll ein Mysterium sein